# Росано Стационе (Козенца)
Росано Стационе је насеље у Италији у округу Козенца, региону Калабрија.
Према процени из 2011. у насељу је живело 23824 становника. Насеље се налази на надморској висини од 41 м.